# 尼古拉·迪内夫
尼古拉·迪内夫·尼科洛夫（羅馬化：Nikola Dinev Nikolov，1953年10月18日—2019年6月1日），保加利亚重量级古典式摔跤运动员，他在1977年至1986年间赢得了两个世界冠军和五个欧洲冠军。他在1976年夏季奥运会上获得第五名。